# Indreskjeret
Ne doit pas être confondu avec Indreskjeret (Alver).
Indreskjeret est une île norvégienne du comté de Hordaland appartenant administrativement à Bømlo.

## Description
Rocheuse et désertique, à fleur d'eau, elle s'étend sur environ 103 m de longueur pour une largeur approximative de 69 m.